# Pirámide de la Autopista Valle-Coche
La Pirámide de la Autopista Valle-Coche (también llamada Pirámide Rosa y más formalmente  Museo Vial La Pira) es el nombre que recibe un monumento conmemorativo localizado en el "km 0", a un lado de la Autopista Valle-Coche en el Municipio Libertador al oeste del Distrito Metropolitano de Caracas y al centro norte del país sudamericano de Venezuela. Esta sobre una base de concreto, y la parte superior fue cubierta de cristal de color rosado. Posee además placas de bronce con los rostros de 16 indígenas venezolanos, y un módulo de la Guardia Nacional de Venezuela. Todo el espacio está rodeado por jardines y espacios verdes.

## Historia
El proyecto fue planteado como una forma de honrar la memoria de los indígenas venezolanos por la entonces hermana (Ana Barreto) del alcalde mayor de Caracas Juan Barreto en 2007 previendose inicialmente para el Parque Los Caobos, fecha en que se inició su construcción siendo inaugurada el 14 de noviembre de 2008. Se proyectó inicialmente como parte de una serie de 3 pirámides, que en su conjunto se llamarían "Museo Vial de La Pira" aunque solo fue culminada la primera.
La siguiente administración municipal decidió no continuar con la construcción de las otras 2 pirámides. En 2014 cuando se inauguró un elevado para conectar la autopista valle coche con el distribuidor La Araña se hicieron modificaciones en su entorno.

## Críticas
El espacio fue criticado por su costo unos 22 millones de bolívares, por cuestionarse su verdadera utilidad, porque según algunos “es una logia masónica", o por los trabajadores del transporte público quienes cuestionaban los reflejos que produce.